# 普利湖

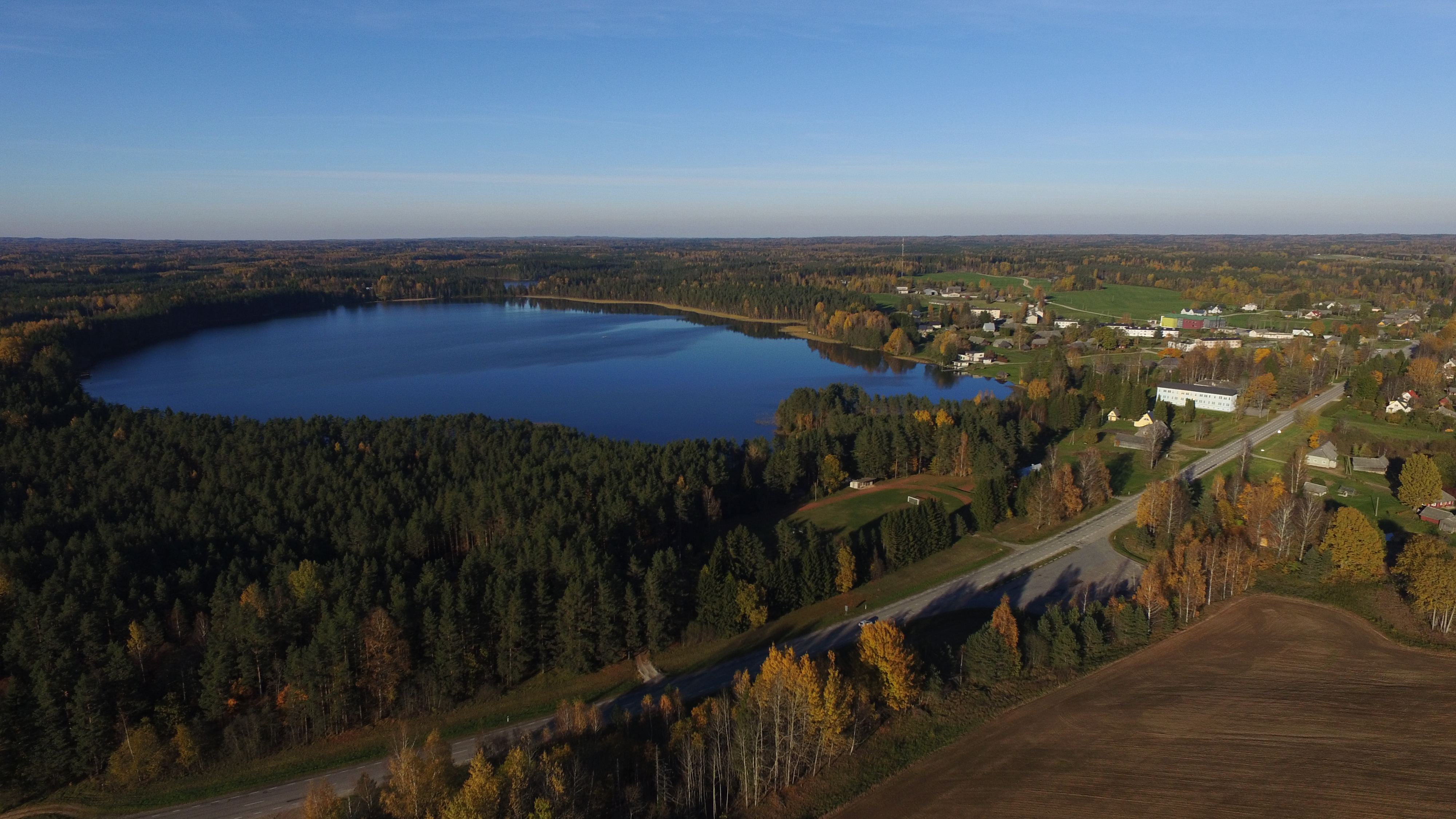
普利湖

普利湖是愛沙尼亞沃魯縣勒乌格市镇内的湖泊，位於米索镇西北面，海拔高度184.6米，面積0.62平方公里，平均水深3.9米，最大水深7.1米，是多種魚類的棲息地。
57°36′20″N 27°12′50″E / 57.60556°N 27.21389°E